# Jardín de San Marcos (Aguascalientes)
El Jardín de San Marcos, se encuentra localizado en el corazón del Barrio de San Marcos. Es un espacio público, icono de la Ciudad de Aguascalientes, también de la famosa Feria Nacional de San Marcos. Alberga diversos tipos de especies de plantas y árboles. Cuenta con caminos por todo el jardín los cuales tienen a sus costados las icónicas estatuas de bronce representantes de la cultura regional. En su centro está un kiosco, donde debajo de él se dan espectáculos con fuentes y luces multicolores. Algo que caracteriza al Jardín de San Marcos es su balaustrada hecha en cantera rosa, la cual rodea completamente el jardín, excepto por las famosas cuatro entradas que se encuentran en el centro de los cuatro lados del mismo. 
Por motivo del 434 Aniversario de la Ciudad de Aguascalientes, el Jardín estuvo por un tiempo en la primera etapa de una gran remodelación. La re inauguración se dio el 22 de octubre del 2009, fecha onomástica de la fundación de la Villa de nuestra señora de la Asunción de las Aguas Calientes. Algunos de los cambios más notorios fue la colocación de diversas estatuas a lo largo y ancho del Jardín, que representan cómo era la vida de aquellos pobladores del pueblo de San Marcos, estatuas desde vendedoras de racimos de flores y niños jugando, hasta galleros y toreros. También algo que caracterizó la nueva imagen del jardín fue las luces multicolores cambiantes que se le aplicaron a las estatuas.

## Historia
Cuando el pueblo de San Marcos se incorporó como un barrio a la Ciudad de Aguascalientes, éste únicamente contaba con una pequeña plazoleta, los pobladores demandaron al Ayuntamiento un lugar de esparcimiento más grande para satisfacer así sus necesidades.
El 3 de mayo de 1842 se otorgó un terreno para crear un pequeño parque. En él se construyó una glorieta central, un asta y algunas bancas rodeadas de rosales.
La construcción de la balaustrada inició en 1842, impulsada por el gobernador del Estado de Aguascalientes, Nicolás Condell. La obra magna finalizó en 1842. Esta balaustra es de estilo neoclásico en cantera rosa, tiene cuatro accesos, uno por cada lado del jardín, orientados con los cuatro puntos cardinales.
Varios años después, en 1887, se agregaron cuatro fuentes distribuidas en cada esquina del pequeño parque, también se añadieron noventa bancas de hierro. La superficie que integraba el Jardín formaba un rectángulo, sus lados medían 168 metros de largo por 88 metros de ancho. La inauguración del quiosco se realizó en 1891 siendo éste de hierro fundido, con veinte jarrones y una hermosa fuente.
Los Jardines Gemelos. Mario Pani fue un arquitecto que diseño y construyó algunos de los planes urbanísticos más ambiciosos e importantes del siglo XX entre los cuales se destaca la réplica del Jardín de San Marcos ubicado en Tlatelolco. Esta idea le surgió luego de una inspiración por el gusto a las tierras hidrocálidas donde nació su padre Arturo Pani Arteaga.

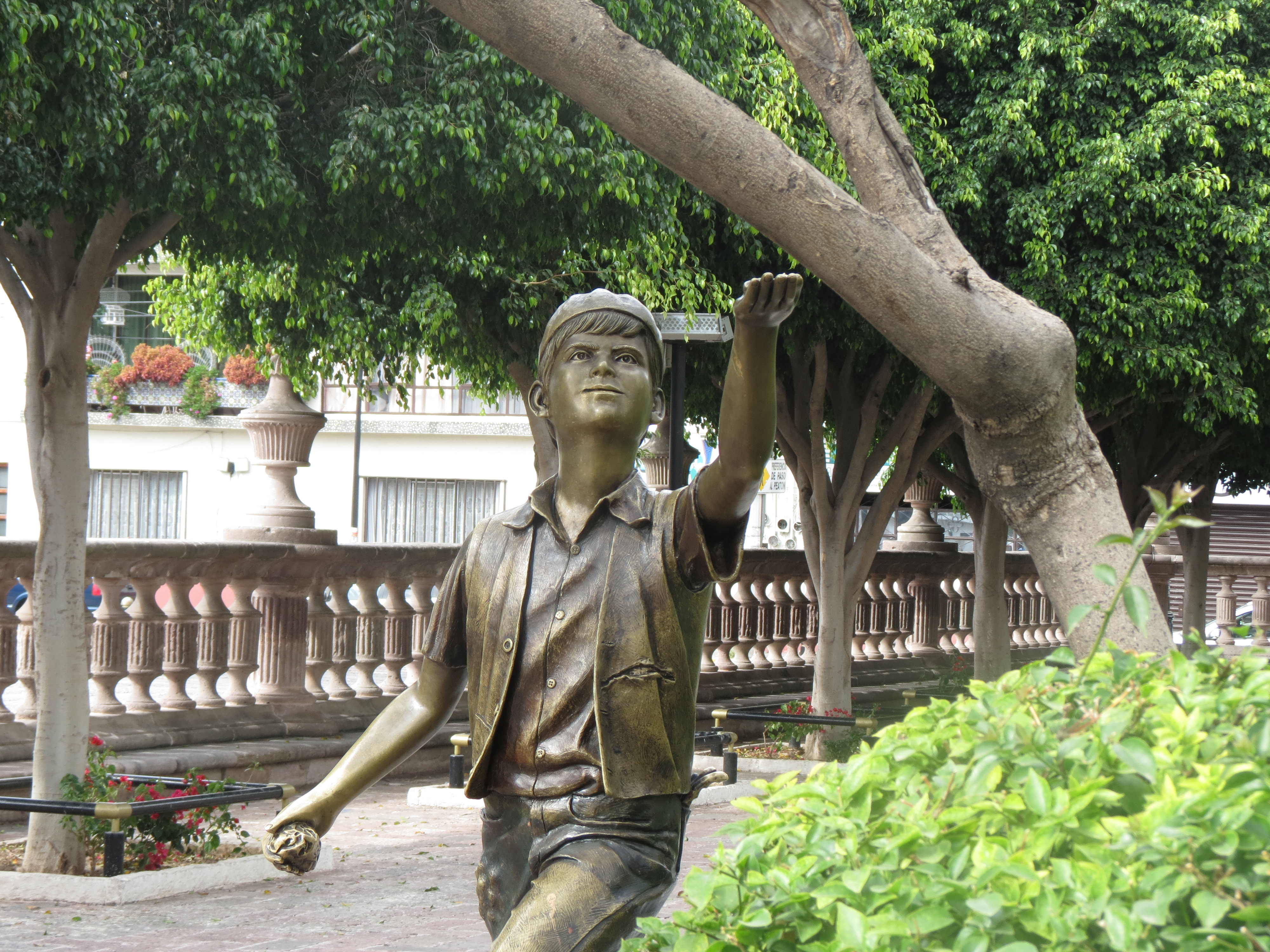
De pinta, escultura del Jardín de San Marcos

En 22 de octubre de 2009, conmemorando el 434 aniversario de la Ciudad de Aguascalientes, fue remodelado ampliamente el Jardín de San Marcos. Una de las transformaciones más relevantes del jardín fue la colocación de esculturas de bronce que representaban a los habitantes de Aguascalientes del antiguo Barrio de San Marcos. Dentro de las esculturas se encuentran una vendedora de flores, niños jugando, galleros, boleros y toreros, etc.; algunas estatuas están basadas en obras de artistas aguascalentenses destacados, como Saturnino Herrán y José Guadalupe Posada.